# Liste der Bodendenkmale in Hochkirch
In der Liste der Bodendenkmale in Hochkirch sind die Bodendenkmale der Gemeinde Hochkirch und ihrer Ortsteile nach dem Stand der Auflistung von Harald Quietzsch und Heinz Jacob aus dem Jahr 1982 aufgelistet. Eventuelle Änderungen und Ergänzungen, insbesondere aus der Zeit nach der Wende, sind nicht berücksichtigt, da für Sachsen aktuell keine neueren allgemein zugänglichen Bodendenkmallisten vorliegen. Die Baudenkmale sind in der Liste der Kulturdenkmale in Hochkirch aufgeführt.
| Denkmal-ID | Fundart            | Ortsteil  | Bezeichnung                     | Zeitstellung    | Lage                                                               | Bemerkungen                                                                                   | Bild |
| ---------- | ------------------ | --------- | ------------------------------- | --------------- | ------------------------------------------------------------------ | --------------------------------------------------------------------------------------------- | ---- |
| ?          | besonderer Stein   | Jauernick | Steinkreuz                      | Spätmittelalter | östlicher Ortsrand, südöstlich des ehemaligen Herrenhauses im Park | mehrere Kreuzchen eingeritzt, Schutz seit 25. August 1971                                     |      |
| ?          | besonderer Stein   | Kohlwesa  | Steinkreuz                      | Spätmittelalter | nordöstlich des Orts, östlich der Obermühle an der Straße          | Stangenwaffe(?) eingeritzt, Schutz seit 23. Juni 1971                                         |      |
| ?          | Befestigung > Burg | Meschwitz | Wasserburg „Bauernschlösschen“  | Mittelalter     | westlicher Ortsteil                                                | Bühl überbaut, Graben eingeebnet, Schutz seit 2. Februar 1937, erneuert 1. Dezember 1958      |      |
| ?          | Befestigung > Burg | Niethen   | Wehranlage „Schanze“            | Slawenzeit      | südwestlicher Ortsrand, östliches Hochufer des Niethener Wassers   | Spornbefestigung mit hufeisenförmigem Wall, Schutz seit 3. Mai 1937, erneuert 1. Februar 1959 |      |
| ?          | unbekannt          | Sornßig   | Gruppe von über 100 Steinhügeln | Slawenzeit?     | westsüdwestlich des Orts im Wald, auf der Flurgrenze mit Hochkirch | aus umliegendem Granitgeröll zusammengetragen                                                 |      |
| ?          | Befestigung > Burg | Zschorna  | Wallanlage „Schanze“            | Slawenzeit      | nördlich des Orts, östliches Hochufer des Kotitzer Wassers         | Fast geschlossener Ringwall in Spornlage, Schutz seit 10. Juli 1936, erneuert 1. Februar 1959 |      |